# Pohlia yunnanensis
Pohlia yunnanensis là một loài Rêu trong họ Bryaceae. Loài này được (Besch.) Broth. miêu tả khoa học đầu tiên năm 1903.